# Scott Farrar
Scott Douglas Farrar (San Diego, 26 giugno 1950) è un effettista statunitense, della Industrial Light & Magic.

## Biografia
Originario della California, si diploma alla Bachelor of Arts e Master of Fine Arts in Design Theater con una specializzazione in cinema presso l'Università della California a Los Angeles.
Inizia la sua carriera come direttore della fotografia per piccole compagnie e come operatore di macchina free-lance nell'area di Los Angeles.  In quegli anni visita il set di Guerre stellari, rimanendo impressionato da uno dei primi sistemi di motion control. Quattro anni dopo si unisce alla Robert Abel and Associates nella produzione del film Star Trek del 1979. Nel 1981 si unisce alla ILM come operatore di macchina per gli effetti visivi in Star Trek II: L'ira di Khan. Nel 1985 riceve il premio Oscar ai migliori effetti speciali per il film Cocoon - L'energia dell'universo. Nel sequel Cocoon - Il ritorno del 1988 esegue la sua prima supervisione. Sua è la sequenza dello schianto dell'aereo nel film del 1993 Alive - Sopravvissuti. Riceve una nomination per i migliori effetti speciali nel 1992 per il film Fuoco assassino, nel 2002 per A.I. - Intelligenza artificiale, e nel 2006 per Le cronache di Narnia - Il leone, la strega e l'armadio. È il supervisore per la trilogia dei Transformers, ricevendo un'altra nomination all'Oscar per il terzo film della serie: Transformers 3.

## Filmografia

### Effetti visivi
- Star Trek, regia di Robert Wise (1979) - fotografia per gli effetti fotografici
- Star Trek II: L'ira di Khan (Star Trek: The Wrath of Khan), regia di Nicholas Meyer (1982) - cameramen per gli effetti
- Star Trek III: Alla ricerca di Spock (Star Trek III: The Search for Spock), regia di Leonard Nimoy (1984) - cameramen per gli effetti speciali visivi
- Starman, regia di John Carpenter (1984) - cameramen per gli effetti visivi
- Cocoon - L'energia dell'universo (Cocoon), regia di Ron Howard (1985) - cameramen per gli effetti visivi
- Ritorno al futuro (Back to the Future), regia di Robert Zemeckis (1985) - operatore di camera (non accreditato)
- Piramide di paura (Young Sherlock Holmes), regia di Barry Levinson (1985) - cameramen per gli effetti
- Il bambino d'oro (The Golden Child), regia di Michael Ritchie (1986) - operatore di camera per gli effetti
- Star Tours, regia di Dennis Muren - cortometraggio per parco a tema della Disney (1987) - cameramen per gli effetti (non accreditato)
- Willow, regia di Ron Howard (1988) - operatore di camera per gli effetti visivi
- Chi ha incastrato Roger Rabbit (Who Framed Roger Rabbit), regia di Robert Zemeckis (1988) - operatore di camera per gli effetti visivi
- Cocoon - Il ritorno (Cocoon: The Return), regia di Daniel Petrie (1988) - supervisore agli effetti visivi
- Ritorno al futuro - Parte II (Back to the Future Part II), regia di Robert Zemeckis (1989) - supervisore associato agli effetti visivi
- Ritorno al futuro - Parte III (Back to the Future Part III), regia di Robert Zemeckis (1990) - supervisore agli effetti visivi
- Fuoco assassino (Backdraft), regia di Ron Howard (1991) - supervisore agli effetti visivi
- Rotta verso l'ignoto (Star Trek VI: The Undiscovered Country), regia di Nicholas Meyer (1991) - supervisore agli effetti visivi
- Alive - Sopravvissuti (Alive), regia di Frank Marshall (1993) - supervisore agli effetti visivi
- Jurassic Park, regia di Steven Spielberg (1993)
- Wolf - La belva è fuori (Wolf), regia di Mike Nichols (1994) - supervisore agli effetti visivi
- Casper, regia di Brad Silberling (1995) - supervisore agli effetti visivi
- Congo, regia di Frank Marshall (1995) - supervisore agli effetti visivi
- Daylight - Trappola nel tunnel (Daylight), regia di Rob Cohen (1996) - supervisore agli effetti visivi
- Men in Black, regia di Barry Sonnenfeld (1997) - supervisore agli effetti visivi per la sequenza finale
- Amistad, regia di Steven Spielberg (1997) - supervisore agli effetti visivi
- Deep Impact, regia di Mimi Leder (1998) - supervisore agli effetti visivi
- La mummia, regia di Stephen Sommers (1999) - supervisore agli effetti visivi per la scena del collasso di Thebes e Hamunaptra
- Star Wars: Episodio I - La minaccia fantasma (Star Wars Episode I: The Phantom Menace), regia di George Lucas (1999) - supervisore aggiuntivo agli effetti visivi
- Haunting - Presenze (The Haunting), regia di Jan de Bont (1999) - supervisore agli effetti visivi
- Space Cowboys, regia di Clint Eastwood (2000) - supervisore aggiuntivo agli effetti visivi
- A.I. - Intelligenza artificiale (A.I. Artificial Intelligence), regia di Steven Spielberg (2001) - supervisore agli effetti visivi
- Minority Report, regia di Steven Spielberg (2002) - supervisore agli effetti visivi
- L'ultima alba, regia di Antoine Fuqua (2003) - supervisore agli effetti visivi
- Peter Pan, regia di P. J. Hogan (2003) - supervisore agli effetti visivi
- Lemony Snicket - Una serie di sfortunati eventi (Lemony Snicket's A Series of Unfortunate Events), regia di Brad Silberling (2004)
- Missione tata (The Pacifier), regia di Adam Shankman (2005) - supervisore agli effetti visivi
- xXx 2: The Next Level (xXx: State of the Union), regia di Lee Tamahori (2005) - supervisore agli effetti visivi
- Rent, regia di Chris Columbus (2005) - supervisore agli effetti visivi
- Le cronache di Narnia - Il leone, la strega e l'armadio (The Chronicles of Narnia: The Lion, the Witch and the Wardrobe), regia di Andrew Adamson (2005) - supervisore agli effetti visivi
- Transformers, regia di Michael Bay (2007) - supervisore agli effetti visivi
- Transformers - La vendetta del caduto (Transformers: Revenge of the Fallen), regia di Michael Bay (2009) - supervisore agli effetti visivi
- Transformers 3 (Transformers: Dark of the Moon), regia di Michael Bay (2011) - supervisore agli effetti visivi
- Hunger Games (The Hunger Games), regia di Gary Ross (2012) - supervisore agli effetti visivi aggiuntivo
- World War Z, regia di Marc Forster (2013) - supervisore agli effetti visivi
- A Quiet Place - Un posto tranquillo (A Quiet Place), regia di John Krasinski (2018)